# فيبي بريدجرز
فيبي لوسيل بريدجرز (ولدت في 17 أغسطس 1994)  هي مغنية وكاتبة أغاني وعازفة جيتار ومنتجة أمريكية من لوس أنجلوس ، كاليفورنيا . ظهرت لأول مرة منفردة مع ألبوم Stranger in the Alps (2017) ، تبعه ألبوم Punisher (2020) الذي حصل على إشادة من النقاد على نطاق واسع وأربعة ترشيحات لجائزة Grammy ، بما في ذلك جائزة أفضل فنان جديد.

## حياتها المبكرة
ولدت فيبي لوسيل بريدجرز في 17 أغسطس 1994  في باسادينا ، كاليفورنيا ، حيث نشأت.  عندما كانت طفلة ، كسبت بريدجرز أموالاً إضافية من خلال العمل في سوق باسادينا فارمرز.  تخرجت بريدجرز من مدرسة سيكوياه في باسادينا ومدرسة مقاطعة لوس أنجلوس الثانوية للفنون .   أمضت بعض طفولتها في أوكيا ، كاليفورنيا . 

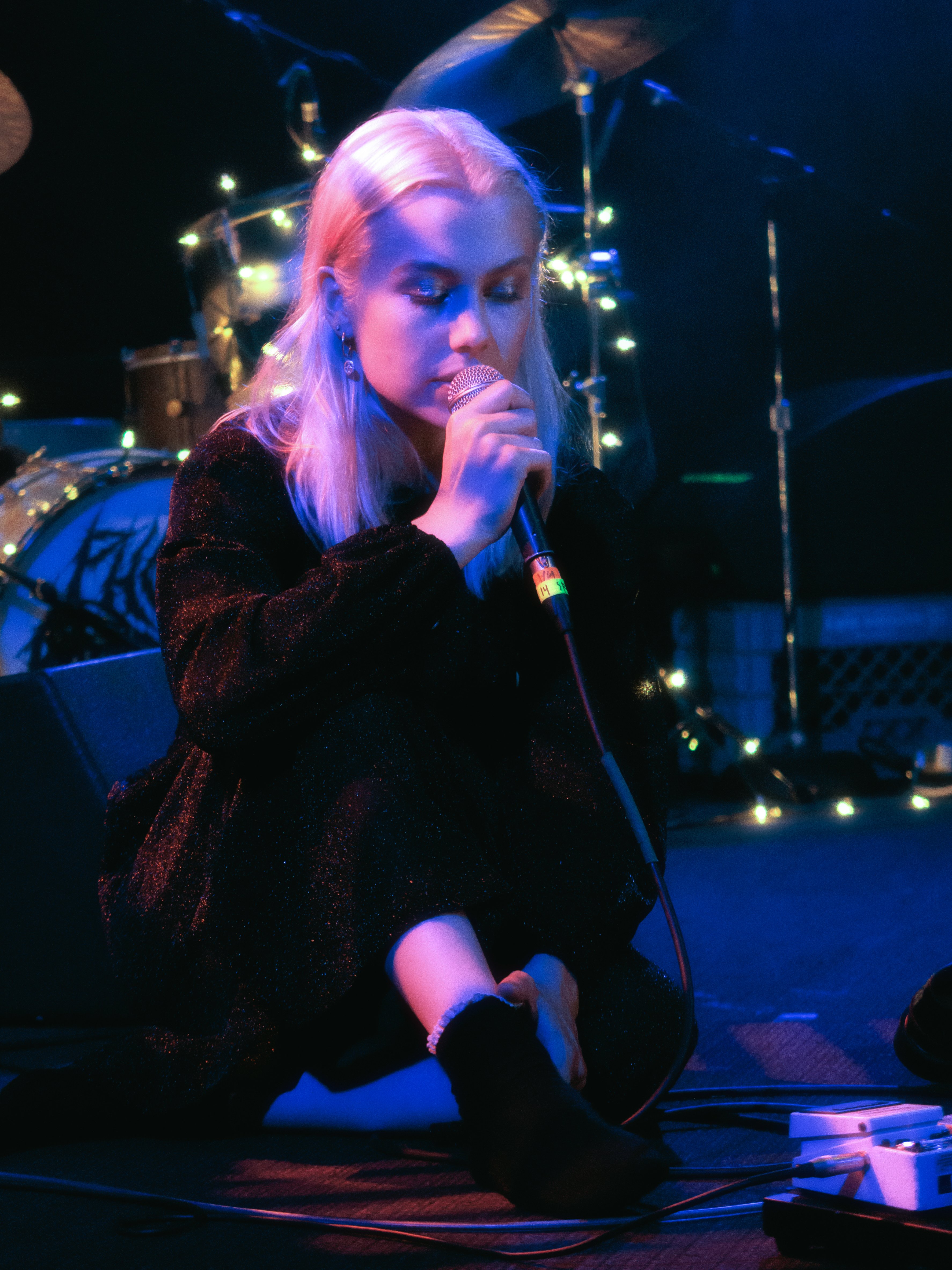
بريدجرز في يوليو 2018

## الحياة الشخصية
بريدجرز هي ثنائية الجنس .  واعدت بريدجرز ريان آدامز بداية من عام 2014 ، قبل أن ينفصلا في النهاية ؛ أغنيتها " Motion Sickness" تدور حول نهاية علاقتهما.    إلى جانب العديد من النساء الأخريات ، اتهمت بريدجرز آدامز بالإساءة العاطفية في تقرير نشرته صحيفة نيويورك تايمز عام 2019 

## ديسكغرفي
- غريب في جبال الألب (2017)
- المعاقب (2020)

## روابط خارجية
- الموقع الرسمي
- Phoebe Bridgers على تويتر.